# 格利泽687
格利泽687，或称GJ 687（Gliese–Jahreiß 687）是天龙座中的一颗红矮星。它是离太阳最近的恒星之一，距离大约小于15光年。尽管它离太阳很近，但它的视星等只有9等，因此需要用适当的望远镜才能观测到。这颗恒星的自行很大，每年增加1.304 角秒。它的径向速度为大约39 km/s。目前已知該恆星旁有一顆質量與海王星相當的行星存在。

## 性质
格利泽687的质量为太阳质量的40%，半径为太阳半径的50%。与太阳相比，它含有的重元素比例（原子序数比氦大）略高一些。这颗星没有表现出紅外過量，因此应当不存在环绕的尘埃盘。因此，目前还未发现有围绕它运转的伴星。 

## X射线源
格利泽687是极少见的能发射X射线的紅矮星。

## 行星系統
2014年，發現有一顆行星環繞格利泽687，名為格利泽687 b，最小質量為18.394個地球質量（與海王星相當），軌道周期為38.14天，軌道偏心率低，位於宜居帶內。2020年，在更遠更冷的軌道上發現了另一顆海王星質量的候選行星。 
| 成員 (依恆星距離) | 质量     | 半長軸 (AU) | 轨道周期 (天) | 離心率 | 傾角 | 半径 |
| ----------------- | -------- | ----------- | ------------- | ------ | ---- | ---- |
| b                 | ≥17.2 M⊕ | 0.163       | 38.142        | 0.17   | —    | —    |
| c                 | ≥16 M⊕   | 1.165       | 727.562       | 0.40   | —    | —    |